# TV8 Sport
TV8 Sport è stato un notiziario sportivo curato dalla redazione di Sky Sport 24 in onda nel weekend dalle 12:35 alle 13:10.

## Storia
Debuttò il 4 luglio 2020. Come il TG8, anche il TG sportivo era preceduto da una breve anteprima e dal sommario. Durante il notiziario intervenivano in studio esperti e opinionisti.
Dopo la chiusura del TG8, la cui ultima edizione andò in onda il 2 aprile 2021, il TG8 Sport proseguì in seguito la messa in onda, seppur solo nei giorni in cui erano previsti eventi sportivi (Formula 1 e MotoGP) trasmessi dal canale. Dal 2022 cambiò nome in TV8 Sport, mantenendo conduttore e grafiche leggermente modificate con nuovi colori. TV8 Sport chiuse I battenti l'8 dicembre 2024, non venendo in seguito riconfermata la messa in onda.

## Conduttori
- Davide Camicioli
- Fabio Tavelli (23 e 24 gennaio 2021)
- Mario Giunta (13, 14, 20 e 21 marzo 2021)
- Marina Presello (17 settembre 2023)